# Árpád Weisz
Árpád Weisz, né le 16 avril 1896 à Solt et mort le 31 janvier 1944 à Auschwitz, est un footballeur international hongrois qui évoluait au poste d'attaquant avant de devenir entraîneur.

## Biographie
En tant qu'attaquant, Árpád Weisz est international hongrois à sept reprises (1922-1923) sans marquer de but. Il participe aux JO de 1924 mais ne joue aucun match. La Hongrie est éliminée au second tour.
En tant que joueur, il commence dans son pays, à Törekvés SE, terminant 5e du championnat, puis il part en Tchécoslovaquie pour le Makkabi Brno l'espace d'une saison, sans rien remporter. Il achève sa carrière de joueur en Italie, d'abord à l'Alessandria Calcio puis à l'Inter Milan, sans rien remporter à nouveau.
Il entame ensuite une carrière d'entraîneur, essentiellement en Italie, surtout à l'Inter Milan et à Bologne FC 1909, remportant trois fois la Serie A (1930, 1936 et 1937) puis il la termine Pays-Bas avec le club du FC Dordrecht.
Parce que Árpád Weisz était de religion juive, et dans le contexte de la Seconde Guerre mondiale, il fut emmené en 1942 au camp de concentration d'Auschwitz, où il mourut le 31 janvier 1944.

## Clubs

### En tant que joueur
- 1922-1923 :  Törekvés SE
- 1923-1924 :  Makkabi Brno
- 1924-1925 :  Alessandria Calcio
- 1925-1926 :  Inter Milan

### En tant qu'entraîneur
- 1926 :  Alessandria Calcio (entraîneur-adjoint)
- 1926-1928 :  Inter Milan
- 1929-1931 :  Inter Milan[2]
- 1931-1932 :  AS Bari
- 1932-1934 :  Inter Milan[2]
- 1934-1935 :  Novara Calcio
- 1935-1938 :  Bologne FC 1909
- 1938-1940 :  FC Dordrecht

## Palmarès
- Championnat d'Italie de football
  - Champion en 1930, en 1936 et en 1937
  - Vice-champion en 1933